# Зондербундская война
Зондербундская война — короткая гражданская война, произошедшая в Швейцарии в ноябре 1847 года. Союз католических кантонов (Зондербунд) потерпел в ней поражение, а Швейцария стала федерацией. В 1848 году была принята новая конституция. Иезуиты были изгнаны из страны, запрет на их деятельность отменили только после референдума в 1973 году. В ходе войны погибло менее сотни человек, несколько сотен получили ранения.

## Причины

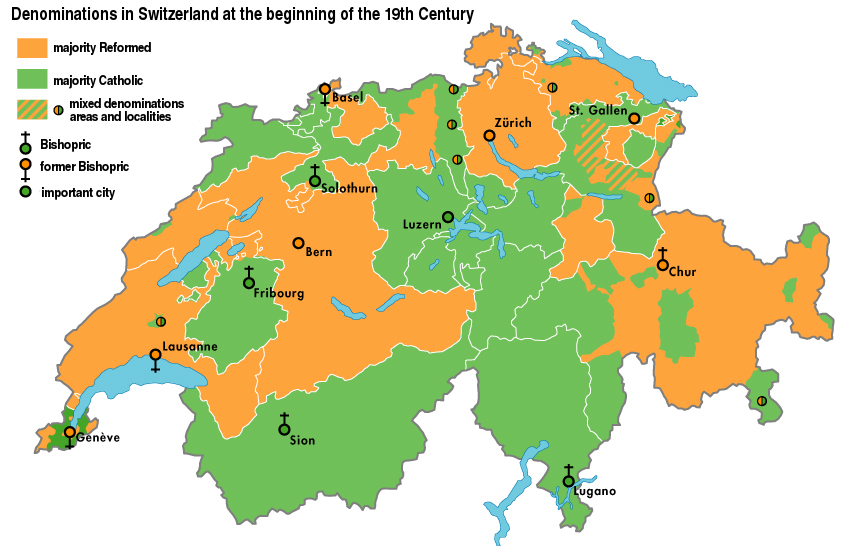
Религиозные группы Швейцарии накануне войны.

В начале 1840-х годов протестантские силы предложили союзу кантонов Швейцарии новую конституцию, которая предполагала большую централизацию власти и более крепкий союз. Католические кантоны, отвергая новую конституцию и отстаивая своё желание сохранить автономию, создали в ответ Зондербунд.
Лишь два кантона (Аппенцелль-Иннерроден и Невшатель) предпочли остаться нейтральными и не приняли участия в конфликте.
Великобритания воспротивилась интервенции европейских держав в Швейцарию, которой хотели католические Австрия и Франция. В результате иностранные силы не стали активно вмешиваться в войну.

## Ход войны

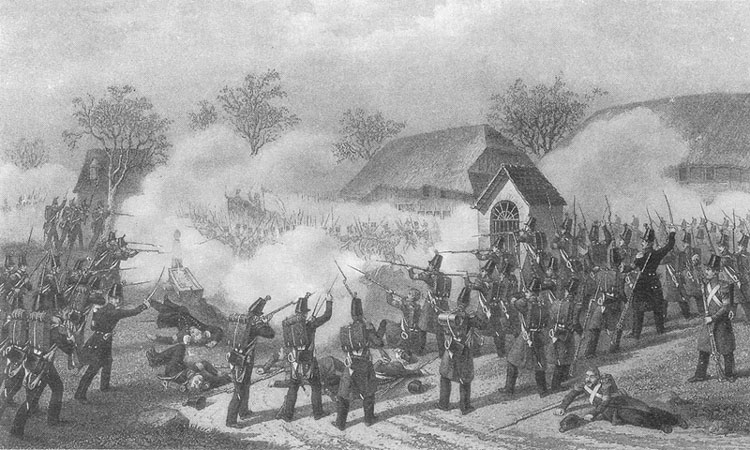
Сражение под Гельтвилем.

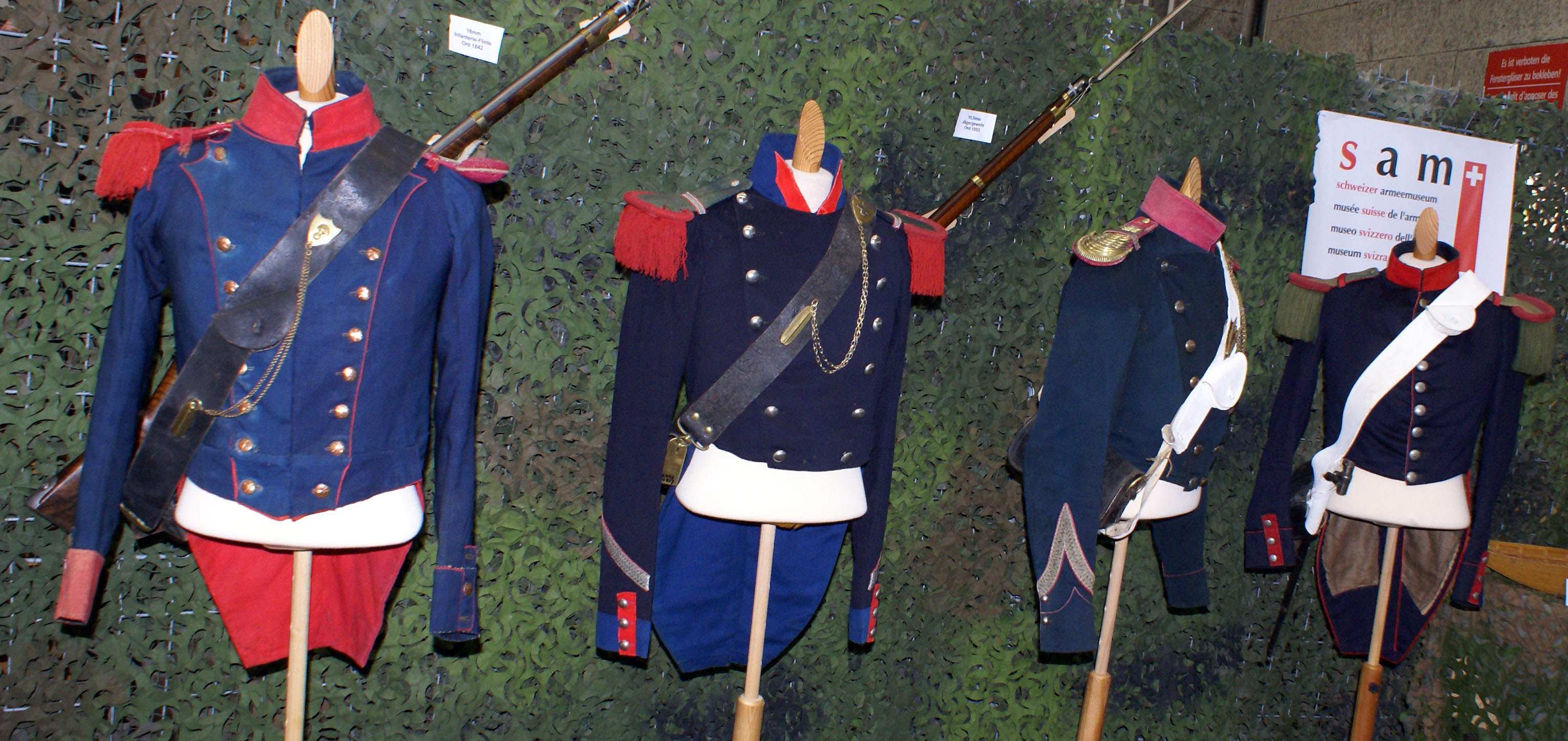
Униформа вооруженных сил конфедерации.

В июле 1847 г., когда протестанты захватили власть в некоторых кантонах, которые еще не определились, конфедеративное руководство признало «Зондербунд» незаконным. Позже, 3 ноября 1847, 100000 солдат конфедерации, которыми руководил генерал-полковник Гийом-Анри Дюфур, начали массовые атаки на позиции «Зондербунд». Первой целью конфедератов стал город Фрайбург, который капитулировал 14 ноября. Затем, из кантонов Цюрих, Берн и Аргау войска конфедерации ввели войска в непокорные центральные части страны. 21 ноября кантон Цуг объявил о капитуляции. Занятие Цуга войсками конфедерации создало ей плацдарм для наступления на Люцерн. Войска конфедерации 23 ноября атаковали село Гисикон и там состоялась битва, которая стала решающей битвой войны. После эвакуации войск «Зондербунд» из Люцерна, войска конфедератов заняли его. Это привело к капитуляции остальных католических кантонов и концу войны  29 ноября 1847 г.

### Иностранное вмешательство во время войны
Иностранные государства решили воспользоваться ситуацией в Швейцарии и обострить конфликт, чтобы получить повод для военного вмешательства и захвата Швейцарии, нейтральность которой гарантировали договоренности Венского конгресса. Некоторые страны, например Австрийская империя и Франция, поддерживали католиков. В частности, Австрия отправила военных инструкторов в «Зондербунд», а Франция передала ему оружие. Однако, Великобритания дипломатически поддерживала протестантов. Австрия и Франция рассчитывали, что благодаря их усилиям война будет долгой и разрушительной, и даст повод для вооруженного вмешательства.

## Результаты
После войны прошли переговоры протестантов с католиками. Во время этих переговоров был сформулирован проект новой Федеральной конституции как компромисс между обеими сторонами. Побежденные кантоны не претерпели больших репрессий. Они лишь должны были согласиться на временную оккупацию и покрыть расходы на войну.
Небольшая территория, охваченная военными действиями, и дипломатические усилия Великобритании оказали влияние на быстрое окончание войны без международного вмешательства. Приказ генерала Дюфура не уничтожать имущество и спасать врагов значительно уменьшил потери от войны. Материальный ущерб был незначительным. С небольшими потерями Швейцария вышла из политического кризиса и инициировала системные реформы, необходимые для улучшения функционирования государства. Это была последняя война с участием швейцарской армии.